# کوچ‌یاتاغی (شهود)
کوچ‌یاتاغی (به ترکی استانبولی: Koçyatağı) یک منطقهٔ مسکونی در ترکیه است که در شهود (شهر) واقع شده‌است.